# Laugarás

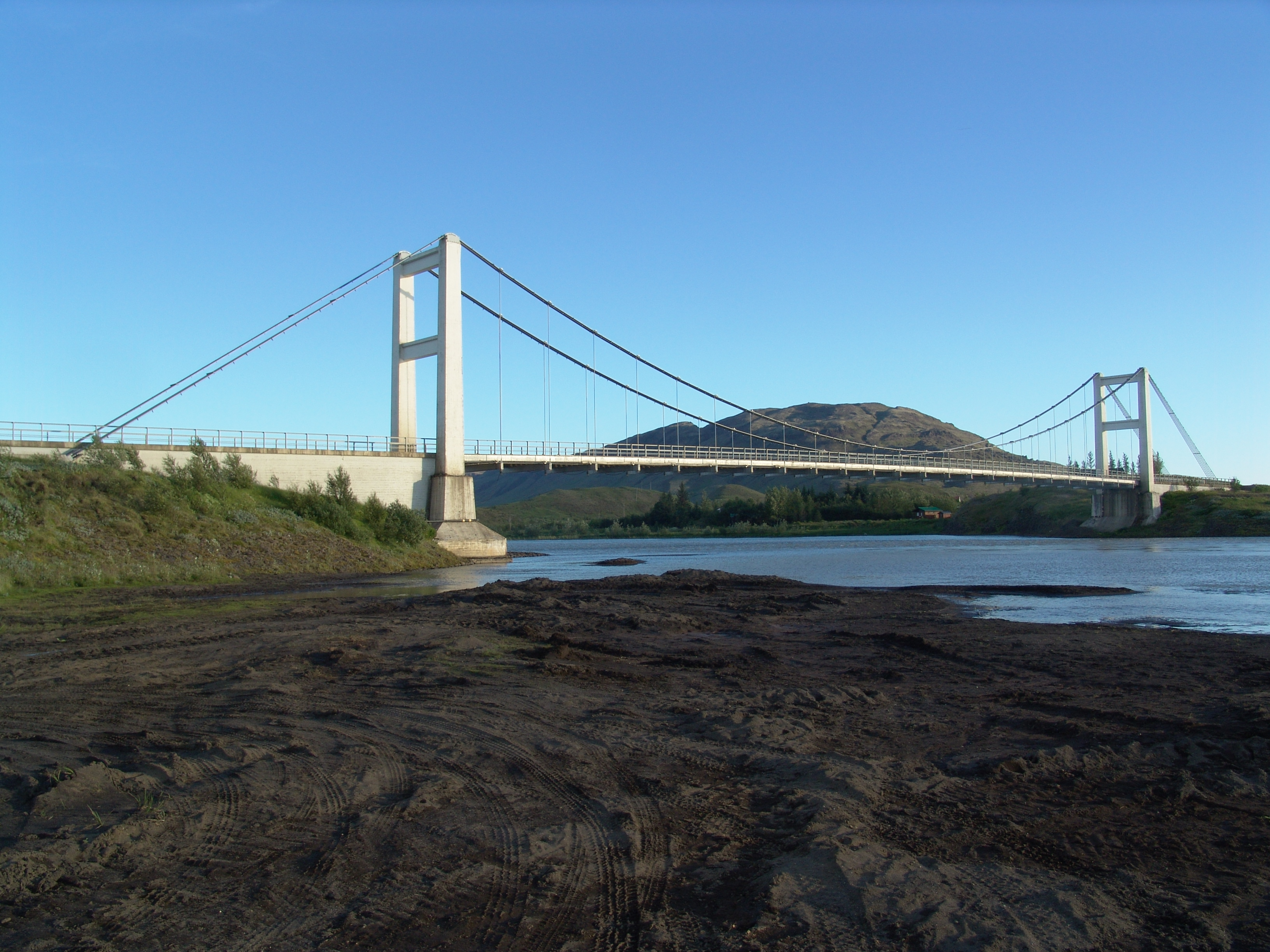
Iðubrú með Vörðufell i bakgrunden

Laugarás är en ort  i Bláskógabyggð i regionen Suðurland i Island. Laugarás ligger 53 meter över havet och antalet invånare är 119.
På orten finns mycket geotermisk aktivitet.
Den högsta punkten i närheten är 358 meter över havet, 3,4 km sydväst om Laugarás. Trakten runt Laugarás har mindre än två invånare per kvadratkilometer. Närmaste större samhälle är Flúðir, 8,6 km öster om Laugarás. 
En bro från 1958 går över älven Hvítá mellan Laugarás på den norra sidan och Iða på den södra.